# Tuni (Andhra Pradesh)
Tuni es una ciudad y  municipio situada en el distrito de Godavari Este en el estado de Andhra Pradesh (India). Su población es de 53425 habitantes (2011). Se encuentra a 62 km de Kakinada y a 231 km de Vijayawada. 

## Demografía
Según el censo de 2011 la población de Tuni era de 53425 habitantes, de los cuales 25922 eran hombres y 27503 eran mujeres. Tuni tiene una tasa media de alfabetización del 77,40%, superior a la media estatal del 67,02%: la alfabetización masculina es del 82,79%, y la alfabetización femenina del 72,38%.